# باشگاه فوتبال اولدهام اتلتیک
باشگاه فوتبال اولدهام اتلتیک (به انگلیسی: Oldham Athletic Association Football Club) یک باشگاه فوتبال در شهر اولدهام، کشور انگلستان است که در سال ۱۸۹۵ میلادی تأسیس شده‌است.